# J.D. McKissic
J.D. McKissic (15 agosto 1993) è un giocatore di football americano statunitense che milita nel ruolo di running back per i Washington Commanders della National Football League  (NFL).

## Carriera

### Atlanta Falcons
McKissic al college giocò a football all'Università statale dell'Arkansas dal 2012 al 2015. Dopo non essere stato scelto nel Draft NFL 2016 firmò con gli Atlanta Falcons. Fu svincolato il 3 settembre ma firmò nuovamente il giorno successivo per fare parte della squadra di allenamento. Il 16 dicembre fu promosso nel roster attivo ma fu svincolato tre giorni dopo.

### Seattle Seahawks
Il 20 dicembre 2016, McKissic firmò con i Seattle Seahawks, debuttando come professionista nell'ultimo turno della stagione regolare contro i San Francisco 49ers in cui corse una volta per 2 yard.
McKissic disputò la prima gara della stagione 2017 nel quarto turno, contribuendo alla vittoria sugli Indianapolis Colts con i suoi primi due touchdown in carriera: il primo su una corsa di 30 yard (al secondo tentativo in carriera) e il secondo su un passaggio da 27 yard del quarterback Russell Wilson nel quarto periodo. Tornò a segnare su ricezione nella vittoria della settimana 13 sui Philadelphia Eagles.
Il 21 agosto 2018 McKissic si fratturò un piede in allenamento, costringendolo ad uno stop di 4-6 settimane.

### Detroit Lions
Nel 2019 McKissic firmò con i Detroit Lions.

### Washington Redskins/Football Team/Commanders
Il 18 marzo 2020 McKissic firmò con i Washington Redskins un contratto biennale.